# スターリングラード盾章
スターリングラード盾章(ドイツ語: Stalingradschild)は、ナチス・ドイツで制定が計画された盾章。

## 概要
スターリングラード盾章は、第二次世界大戦・独ソ戦の中でも最大の戦いであるスターリングラード攻防戦の戦功を称えるために制定される予定だった。1942年10月、ドイツ陸軍総司令部は、スターリングラードで優勢であったドイツ軍が近いうちにスターリングラードを占領するだろうと踏んでいた。アドルフ・ヒトラーは、既に制定されていたクリミア盾章やナルヴィク盾章と同じように、スターリングラードでのドイツ陸軍第6軍などの戦功を称える盾章も制定すべきであると考えていた。そのため、11月25日に陸軍総司令部は第6軍を指揮していたフリードリヒ・パウルス装甲兵大将にテレックスでその旨を伝えたが、パウルスからは「スターリングラードの攻防で手一杯である今、占領という目的を達成できるかどうか分からない。よって盾章制定は気が早い話である。」といった内容の返答が来たため、やむなくスターリングラード盾章は計画倒れとなった。
試作品すら作成されなかったスターリングラード盾章であるが、一部ではデザインがなされていたため、それをもとにして戦後贋作が作成され出回ったことがある。